# Thaumaturus
Thaumaturus är ett utdött släkte av förhistoriska benfiskar som levde under eocen.